# FIFA 07
FIFA 07 (también conocido como FIFA Soccer 07 y FIFA Football 07) es un videojuego desarrollado por EA Canada y distribuido por Electronic Arts, basado en el deporte del fútbol. El juego fue lanzado al mercado el 29 de septiembre de 2006 en Europa y el 2 de octubre de 2006 en Estados Unidos para las plataformas GameCube, PlayStation 2, Game Boy Advance, PlayStation Portable, Nintendo DS, Xbox y Xbox 360. Esta última, la consola de Microsoft, tuvo en exclusiva el juego entre las consolas de nueva generación durante 12 meses. El lema del juego es "Ha llegado la hora" (This is the Season en las versiones en inglés). Es el primer título de FIFA que se lanzó para Xbox 360, además de ser el último que se lanzó para Xbox y GameCube.

## Temática
FIFA 07 es el décimo cuarto juego de la serie de videojuegos FIFA y el undécimo en 3D.

## Portada
Los jugadores que aparecen en la portada del juego, dependiendo de la zona en la que sea vendido, son: Ronaldinho (que aparece en todas las zonas) junto con Landon Donovan y Francisco Fonseca en Norteamérica, Francisco Fonseca en Latinoamérica, Wayne Rooney en Reino Unido, Lukas Podolski en Alemania, David Villa en España, Kaka' en Italia y Juninho Pernambucano en Francia.

## Desarrollo
Como en cualquier otro juego de fútbol, en FIFA 07 el jugador toma el control de un equipo de los 510 disponibles, repartidos en 27 ligas de 41 países.
Una de las novedades de este videojuego es la posibilidad de convertir "goles olímpicos", es decir, anotar desde un lanzamiento de esquina, algo que era una utopía en los juegos anteriores. También se presenta una mejora general en el aspecto jugable, con una física más realista y una inteligencia artificial más depurada y profunda.
La versión de nueva generación, exclusiva de Xbox 360, fue programada desde cero para poder aprovechar mejor el potencial de la consola de Microsoft.
En su edición para Latinoamérica cuenta con los relatos en español de los comentaristas mexicanos Enrique Bermúdez de la Serna y Ricardo Peláez, mientras que en la edición de España, los comentarios corren a cargo de Manolo Lama y Paco González. Además, los instructivos, cajas y modos de juego de ambas versiones vienen en castellano.
Otra novedad es la inclusión de divisas en reemplazo de puntos en el Director Técnico. Los valores monetarios posibles son Euros, Dólares y Libras Esterlinas. Además se cuentan en el mismo modo las opciones de Crecimiento del Jugador, en el cual se pueden entrenar a los jugadores para convertirlos estrellas del fútbol mundial, y Sim Visual, en el que se puede manejar el partido desde fuera del campo.
Existen también una gran cantidad de desafíos que completar, muy similares a los de FIFA 06, y un aumento de objetos que se pueden comprar en la tienda del club. Además, este FIFA ofrece la posibilidad de la creación de dos equipos voluntarios.

## El juego (versión current-gen)
Gráficos: En general los gráficos producidos para esta versión son un avance del juego de la Copa del Mundo, no de FIFA 06. Por lo que las texturas brillantes de FIFA 06 casi no se presentan. En vez de ello, el apartado en su totalidad presenta colores opacos y claros, que en muchos momentos no convencen de estar viendo un partido de verdad. La situación más normal son los partidos de día, en los cuales parece que siempre se estuviese jugando por la tarde. Las texturas de las camisetas son muy borrosas, por lo que la publicidad se esconde ante los ojos. Los rostros de los jugadores más importantes siguen siendo retratos casi perfectos de la realidad, mientras que el resto de los jugadores casi no goza de parentesco alguno con sus homónimos de la vida real. El motor gráfico, debido a su edad, muestra su desproporción en la carga de imágenes al contrastar dos situaciones: mientras que la escena de comienzo del partido sucede de forma muy suave, las repeticiones detrás del arco del portero se ralentizan con facilidad. Las animaciones poseen una plasticidad impresionante considerando que el juego se mueve sin motor de animaciones. A pesar de esto, existen algunos movimientos mal capturados, tales como el trote por defecto o los cambios de dirección.
Jugabilidad: El mayor cambio de esta edición en comparación con la anterior es la física del balón, totalmente renovada. Para empezar es necesario decir que su peso, su movimiento por el campo y su spin (giro) se observan de acuerdo con la realidad. El balón es capaz de simular casi todas las leyes físicas. Si se patea el balón, este no girará siempre de una forma predeterminada. A esta física revolucionaria hay que agregarle el nuevo sistema de tiro, que produce una velocidad y fuerza del balón exacta a la realidad, teniendo una gran importancia el disparar con la pierna izquierda o derecha según le acomode más a tal y tal jugador. El complemento último de estas implementaciones son las animaciones nuevas para el portero y su motor de animaciones que le permite atajar balones seguidamente.
En lo que refiere a inteligencia artificial, se trató de mejorar el sistema de posicionamiento de los jugadores en el campo, aunque solo ayudó a las jugadas ofensivas de la máquina, pues sus marcajes son deficientes. Lo mismo aplica al portero, quien puede salir a cortar centros, pero a la hora de los mano a mano, su velocidad de salida desde el arco es muy baja, lo que produce que le hagan goles con facilidad.

## Ligas
Para esta edición, vuelve la liga de Turquía luego de su última aparición en FIFA 2000. Por primera vez, la liga brasileña es conformada por los 20 equipos que la jugaron en el periodo de lanzamiento (a saber, el año de 2006).
| - 1. Bundesliga - 2. Bundesliga - T-Mobile Bundesliga - Jupiler League - Serie A (A) - K-League - Superliga 1 - Premier League - Primera División de España - Segunda División de España - Major League Soccer(MLS) - Ligue 1 - Ligue 2 - Eredivisie | - Premier LeagueOL - Football League Championship - Football League One - Football League Two - Copa de Inglaterra - Serie A Italiana (A) (B) - Serie B Italiana (A) (C) - Primera División Mexicana - Tippeligaen - Ekstraklasa (D) DS GBA - Liga Bwin - Allsvenskan (E) - Axpo Super Liga - Super Liga Turca (Vuelve) DS GBA |

(A) Logo y nombre de la liga están sin licenciar.
(B) No esta licenciado el Cagliari Calcio
(C) No están licenciados los clubes Bologna Football Club 1909, Genoa Cricket & Football Club y Società Sportiva Calcio Napoli
(D) No están licenciados los clubes Dyskobolia Grodzisk Wielkopolski y Korona Kielce
(E) No esta licenciado el Hammarby Fotboll
DS - No disponibles en la versión de Nintendo DS.

GBA - No disponibles en la versión de Game Boy Advance.

OL - Ligas disponibles en línea. 

1 - La Superliga Danesa es una liga genérica en la versión de Nintendo DS.

2 - Juventus está incluido en la Serie B italiana en las versiones de GameCube, Xbox, Xbox 360, PS2, PSP y PC, y en la Serie A en las otras consolas. 

### «Resto del mundo»
Para esta edición, en la clásica sección de clubes del mundo, se pierden los clubes turcos —ya que se incluye la liga completa— y al ucraniano Shaktar Donetsk. A su vez, FIFA 07 incluye los clubes Clube Atlético Mineiro (de la Serie B de Brasil), Esporte Clube Bahia (de la Serie C de Brasil), AEK Atenas F C, Football Club Lugano, Football Club Lausana-Sport y el FC La Chaux-de-Fonds (los tres de la segunda división de Suiza).
| - Boca Juniors - River Plate - Atlético Mineiro - Esporte Clube Bahia - AEK Atenas - AC Sparta Praga - Olympiacos | - PAOK - Panathinaikos AO - Kaizer Chiefs FC - FC La Chaux-de-Fonds - Lausana-Deporte - FC Lugano - Orlando Pirates FC |

## Selecciones nacionales
Para esta edición, se marca la ausencia de las selecciones de Costa Rica y República Checa, aunque se incluye por primera vez a la selecciones de Serbia y Ucrania, se pierden las licencias de las selecciones de Eslovenia, Noruega, Polonia, Rusia y Suiza, a su vez se licencian completamente a las selecciones de Argentina, China y Turquía, y por último, vuelven las selecciones de Ecuador y Corea del Sur, tras sus últimas apariciones en FIFA Football 2003 y FIFA Football 2004. 

### UEFA
- Alemania
- Austria
- Bélgica
- Bulgaria
- Croacia
- Dinamarca
- Escocia
- Eslovenia
- España
- Finlandia
- Francia
- Gales
- Grecia
- Hungría
- Inglaterra
- Irlanda
- Irlanda del Norte
- Italia
- Noruega
- Polonia
- Portugal
- Rumanía
- Rusia
- Serbia (*) (nueva)
- Suecia
- Suiza
- Turquía
- Ucrania (nueva)

### Conmebol
- Argentina
- Brasil
- Ecuador (**) (regresa)
- Paraguay
- Uruguay

### Concacaf
- Estados Unidos
- México

### CAF
- Camerún (*)
- Nigeria
- Túnez

### AFC
- Australia
- China
- Corea del Sur (regresa)

Referencias
- (*) El emblema está licenciado, el uniforme no.
- (**) El uniforme está licenciado, el emblema no.

## Estadios
Para esta edición, se marca la ausencia del Highbury (Debido a que su club "Arsenal" se mudó de estadio) a su vez, se incluyen 6 estadios nuevos.
 Anfield (Liverpool)
 Emirates Stadium (Arsenal) Nueva
 Old Trafford (Manchester United)
 St James' Park (Newcastle United)
 Stamford Bridge (Chelsea)
 Wembley Stadium (Selección Inglesa) Nueva
 AOL-Arena (Hamburgo)
 BayArena (Bayer Leverkusen)
 Estadio Olímpico de Berlín (Hertha de Berlín y Selección Alemana) Nueva
 Veltins-Arena (Schalke 04) Nueva
 Westfalenstadion (Borussia Dortmund)
 Camp Nou (Barcelona)
 Estadio Mestalla (Valencia)
 Santiago Bernabéu (Real Madrid)
 Vicente Calderón (Atlético de Madrid)
 Stade Vélodrome (Olympique de Marsella)
 Estadio Bollaert-Delelis (R.C. Lens)
 Estadio Gerland (Olympique de Lyon)
 Parque de los Príncipes (PSG)
 Estadio do Bessa (Boavista FC)
 Estadio do Dragão (FC Porto)
 Estádio da Luz (Benfica)
 Estadio José Alvalade (Sporting de Lisboa)
 Delle Alpi (Juventus y Torino)
 Estadio Olímpico de Roma (Lazio, Roma y Selección Italiana) Nueva
 San Siro (Milán e Inter)
 Estadio de Daegu (Daegu FC)
 Estadio Mundialista de Seúl (FC Seoul)
 Constant Vanden Stock (RSC Anderlecth)
 Millennium Stadium (Selección de Gales) Nueva
 Amsterdam Arena (Ajax)
 Estadio Azteca (Club América, Chivas de Guadalajara y Selección Mexicana)
 Estadio Olímpico Atatürk (Selección Turca)

## Banda sonora
- Angélique Kidjo - "Wele Wele"
- Belasco - "Chloroform"
- Bersuit Vergarabat - "O Vas a Misa..."
- Bitman & Roban - "Get On The Floor"
- Blasted Mechanism - "Blasted Empires"
- Cabas - "La Cadena De Oro"
- Carlos Jean - "Get Down"
- Elefant - "Uh-oh Hello"
- Epik High - "Fly"
- Fettes Brot - "Was in der Zeitung Steht"
- Fertig, Los!- "Sie ist in Mich Verliebt"
- Infadels - "Can't Get Enough (Mekon Remix)"
- Boy Kill Boy - "Civil Sin"
- Keane - "Nothing in My Way"
- Malibu Stacy - "Los Angeles"
- Mobile - "New York Minute"
- Mellowdrone - "Oh My"
- Morning Runner - "Gone Up In Flames"
- Muse - "Supermassive Black Hole"
- Nightmare of You - "Dear Scene, I Wish I Were Deaf"
- Outlandish - "Kom Igen"
- Paul Oakenfold - "Beautiful Goal"
- Persephone's bees - "Muzika Dlya Fil'ma"
- Plastilina Mosh - "Peligroso Pop"
- Polysics - "Tei! Tei! Tei!"
- Prototypes - "Kaleidoscope"
- Ralph Myerz and the Jack Herren Band - "Deepest Red"
- Seu Jorge - "Tive Razão"
- Shiny Toy Guns - "You Are The One"
- Stijn - "Gasoline & Matches"
- Surferosa - "Royal Uniform"
- Tahiti 80 - "Big Day"
- The Feeling - "Sewn"
- The Pinker Tones - "The Million Colour Revolution Grand Finale"
- The Sheer - "Understand"
- The Young Punx - "You've Got To..."
- Tigarah - "Girl Fight"
- Trash Inc. - "Punk Rock Chick"
- Us3 - "Kick This"
- Young Love - "Discotech"

## Curiosidades
En la versión de GBA, en la MLS el equipo de Red Bulls New York aparece con el antiguo uniforme que usaban cuando eran MetroStars y en la versión de Xbox aparecen los uniformes del Red Bulls pero en el nombre dice NY MetroStars.
En el EA Media Center (centro de comunicaciones) se ven una entrevista con Wayne Rooney, un tráiler de NBA Live 07, un videojuego basado en Tiger Woods y también un tráiler de Madden NFL 07. Además de inclur los mejores momentos de la temporada 2005-2006 de la  FA Premier League y de la Bundesliga Alemana

## Juegos relacionados
- FIFA
- FIFA 06
- Pro Evolution Soccer 6